# 1981 en sociologie
| Années de la sociologie : 1978 - 1979 - 1980 - 1981 - 1982 - 1983 - 1984    |
| Décennies de la sociologie : 1950 - 1960 - 1970 - 1980 - 1990 - 2000 - 2010 |

Cet article présente les événements de l'année 1981 dans le domaine de la sociologie.

## Publications

### Livres
- Raymond Aron, Le Spectateur engagé
- Pierre Bourdieu, Questions de sociologie
- Raymond Aron, La Sociologie allemande contemporaine, Paris : PUF, 1re éd. 1935, collection Quadrige
- Christian Baudelot, Roger Benoliel, Hubert Cukrowicz et Roger Establet, Les étudiants, l'emploi, la crise, Maspero, Paris
- G. Becker, A Treatise on the Family, Harvard University Press, Cambridge
- Jean-Marie Brohm, Le Mythe olympique, Paris, C. Bourgois
- Jean Cazeneuve, La Raison d’être
- Michel Crozier, Erhard Friedberg, L’acteur et le système, Paris, Seuil (1re éd. 1977)
- Henri Desroche, Solidarités ouvrières. 1. Sociétaires et compagnons dans les associations coopératives (1831-1900), Éd. Ouvrières, 1981, 216 p.
- Willem Doise, Gabriel Mugny, Le développement social de l’intelligence, InterÉditions, Paris
- André Gunder Frank, Crisis in the third world
- Erving Goffman, Forms of Talk
- Jürgen Habermas, Profils philosophiques et politiques, titre original : Philosophisch-politische Profile (1971-1981)
- Jürgen Habermas, Théorie de l'agir communicationnel, titre original : Theorie des kommunikativen Handelns, 2 t.
- Rémi Hess, La Sociologie d'intervention, Paris : Presses universitaires de France  (ISBN 978-2-13-036738-3)
- Rémi Hess, Le Temps des médiateurs : le socianalyste dans le travail social, Paris : Éditions Anthropos  (ISBN 978-2-7157-1042-9)
- Thomas Humphrey Marshall, The Right of Welfare and Other Essays
- B. Lacroix, Durkheim et le politique, Montréal, Les Presses de l'Université de Montréal, Montréal
- Henri Lévy-Bruhl, Sociologie du droit, Paris : P.U.F., n° 951, 6e éd. (1re éd. : 1961)
- Pierre Naville, Sociologie d'aujourd'hui
- Jean Peneff, Industriels algériens, CNRS Éditions, 220 p.
- Christian Pociello et al., Sports et sociétés. Approche socioculturelle des pratiques, Paris, Vigot
- Jean-Daniel Reynaud, « Du contrat social à la négociation permanente » in Henri Mendras (sous la direction de), La sagesse et le désordre, Paris : Gallimard, collection NRF
- Leslie George Scarman, Brixton disorders 10-12 April 1981 : report of an enquiry
- Martine Segalen, Sociologie de la famille, Paris, Armand Colin, 1981, 283 p.
- Alain Touraine, La Voix et le Regard
- Michel Wieviorka avec Alain Touraine, François Dubet, Zsuzsa Hegedus, Le pays contre l'État. Paris : Seuil.

### Articles
- Pierre Bourdieu, « La représentation politique : éléments pour une théorie du champ politique », Actes de la recherche en sciences sociales, (1981-02/03) n°36/37, p. 3-24.
- Pierre Bourdieu, Décrire et prescrire. Note sur les conditions de possibilité et les limites de l'efficacité politique, Actes de la recherche en sciences sociales, (1981-05) n°38, p. 69-74.
- Pierre Bourdieu, « Epreuve scolaire et consécration sociale : les classes préparatoires aux grandes écoles », Actes de la recherche en sciences sociales, (1981-09) n°39, p. 3-70.
- Pierre Bourdieu, Alain Caillé, « La sociologie de l'intérêt public est-elle intéressante ? (À propos de l'utilisation du paradigme économique en sociologie) », Sociologie du travail, (1981-07/09) vol.23:n°3, p. 257-574.
- Pierre Bourdieu, Michel Crozier, « La sociologie est-elle une science ? » - La Recherche (Paris.1970), (1981-01) n°118, p. 105
- Roger L. Geiger, « Sociologies françaises au tournant du siècle : Les concurrents du groupe durkheimen », Revue Française de Sociologie, Vol. 22, n° 3, Jul. - Sep., 1981, pp. 345-360.
- Jean Peneff, « Abstention ouvrière et participation bourgeoise aux élections de Nantes en 1977 et 1978 », Le Mouvement Social, n° 115, avril-juin 1981, pp. 3-25.
- Piet Tommissen, « La bibliographie de Julien Freund », Revue européenne des sciences sociales, numéro spécial 54-55, 1981, pp. 49-70.

### En ligne
- André-Jean Arnaud, Critique de la raison juridique, t. 1: Où va la sociologie du droit, Paris, LGDJ, nouvelle éd. 2005 [PDF]

## Autres
- Michel Wieviorka installe le Centre d'Analyses et d'Interventions Sociologique (CADIS).
- diffusion du documentaire, Henri Mendras et Jean-Daniel Reynaud, « Les Français et le changement : trente années d’adaptation (1945-1975) », réalisé par Édouard Kneuze diffusé sur TF1 le 28 juillet 1981 dans la série de Jacques Mousseau « Hommes et Sociétés ».
- Fondation par Janine Brouard du Groupe de recherche ethnologique de l'Anjou (GREA).
- William Foote Whyte, 72e président de l'Association américaine de sociologie.